# Cormolain
Cormolain település Franciaországban, Calvados megyében. Lakosainak száma 391 fő (2022. január 1.). Cormolain La Bazoque, Planquery, Sallen, Montrabot és Saint-Germain-d’Elle községekkel határos.

## Népesség
A település népességének változása:
| Lakosok száma | 544  | 451  | 397  | 394  | 399  | 411  | 419  | 404  | 397  | 391  |
|               | 1968 | 1982 | 1990 | 2006 | 2013 | 2015 | 2017 | 2019 | 2020 | 2022 |